# Quận Oneida, New York
Quận Oneida (tiếng Anh: Oneida County) là một quận trong tiểu bang New York, Hoa Kỳ. Quận lỵ là thành phố Utica 6. Theo điều tra dân số năm 2000 của Cục điều tra dân số Hoa Kỳ, quận này có dân số 235.469 người 2.